# Vittia pachyloma
Vittia pachyloma là một loài Rêu trong họ Amblystegiaceae. Loài này được (Mont.) Ochyra miêu tả khoa học đầu tiên năm 1987.